# Probing Lensing Anomalies Network
Probing Lensing Anomalies NETwork (PLANET) とは、銀河系のバルジにおいて、遠くの天体の前を横切って重力マイクロレンズ現象をおこしつつある天体を、複数の望遠鏡によるネットワークを構築して素早く観測し、光度測定を行う試みである。
ネットワークは南半球チリ・南ア（2基）・オーストラリア（2基）の3ヶ国の経度的に分散した5基の1mクラス望遠鏡を用い、24時間体勢で観測を行う。
2005年から、イギリスの主催する2.0mロボット望遠鏡を用いたRoboNet-1.0とともにマイクロレンズ現象の観測キャンペーンを行っている。